# Ignazio Michele Crivelli

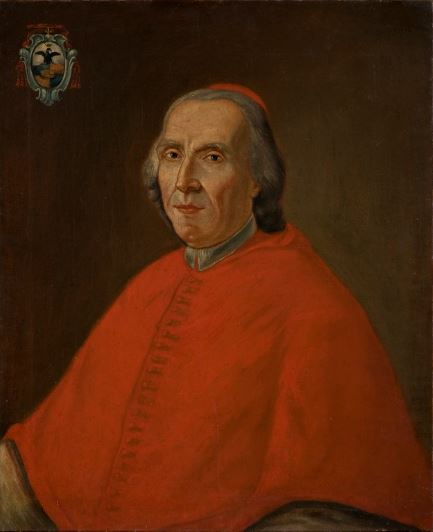
Ignazio Michele Kardinal Crivelli Porträt eines unbekannten Malers des 19. Jhds.

Ignazio Michele Crivelli, auch Cribelli (* 30. September 1698 in Cremona; † 29. Februar 1768 in Mailand) war ein Kardinal der Römischen Kirche.

## Leben
Crivellis Familie, eine Linie der Grafen von Ossolaro, stammte ursprünglich aus dem Tessin. Ignazio Michele war eines von drei Kindern des Grafen Giuseppe Angelo Crivelli und dessen Ehefrau Francesca Maria Ferrari. Sein Neffe Carlo Crivelli wurde 1801 ebenfalls Kardinal; weitere Mitglieder derselben Familie waren Kardinal Uberto Crivelli (um 1120–1187), der als Urban III. Papst wurde, sowie Kardinal Alessandro Crivelli (1514–1574).
Ignazio Michele Crivelli begann seine Studien am Römischen Priesterseminar und setzte sie 1721 an der Päpstlichen Akademie des kirchlichen Adels in Rom fort. Danach besuchte er die Universität La Sapienza und schloss sein Studium am 5. April 1726 mit dem Grad eines Doctor iuris utriusque ab. Am 7. Juli 1726 wurde er zum Apostolischen Protonotar de numero participantium berufen und begann am 19. Dezember 1726 seinen Dienst als Referendar an den Tribunalen der Apostolischen Signatur. Von 1728 bis 1730 war Ignazio Michele Crivelli Vize-Legat in Ferrara und nahm dort die Aufgaben von Kardinal Tommaso Ruffo wahr, der an Malaria erkrankt war. 1730 kehrte er nach Rom zurück und wurde Relator der Sacra Consulta, diese Position hatte er bis 1739 inne. Am 7. August 1739 empfing er die niederen Weihen, wurde am 9. August desselben Jahres zum Subdiakon und am 16. August zum Diakon geweiht und empfing am 30. August 1739 die Priesterweihe. Bereits am 30. September 1739 ernannte Papst Clemens XII. ihn zum Titularerzbischof von Caesarea in Cappadocia. Die Bischofsweihe spendete ihm am 4. Oktober 1739 in der römischen Kirche San Carlo al Corso Kardinal Giovanni Antonio Guadagni OCD; Mitkonsekratoren waren die Kurienerzbischöfe Carlo Alberto Guidobono Cavalchini und Ferdinando Maria de Rossi. Bereits am 1. Oktober desselben Jahres war Ignazio Michele Crivelli zum Päpstlichen Thronassistenten ernannt worden. Ab dem 5. Oktober 1739 wirkte er als Nuntius in Köln. Ab dem 26. März 1744 war er Nuntius in Flandern und zugleich Vorgesetzter der Mission in Holland; ab dem 17. Dezember 1753 schließlich wirkte er als päpstlicher Gesandter am Kaiserhof in Wien.
Papst Clemens XIII. kreierte ihn im Konsistorium vom 24. September 1759 zum Kardinal und ernannte ihn zum Kardinalpriester. Sein Neffe Carlo Crivelli brachte ihm das rote Birett mit einem Apostolischen Breve vom 28. September 1759 nach Wien. Ignazio Michele Crivelli nahm am 13. August 1761 in Rom den Kardinalshut entgegen, der Papst verlieh ihm am 17. August desselben Jahres die Titelkirche San Bernardo alle Terme und berief ihn u. a. in die Propaganda fide und in die Kongregation für die kirchliche Immunität. Vom 17. August 1761 bis zum 1. Dezember 1766 war er Legat in der Romagna.
Ignazio Michele Crivelli starb am Abend des 29. Februar 1768 im Hause seines Bruders, des Grafen Stefano Gaetano Crivelli, in Mailand und wurde in der dortigen Pfarrkirche Santa Maria della Porta in einem Familiengrab beigesetzt.